# Anton Fredrik Klaveness
Anton Fredrik Klaveness (Sandefjord, 8 novembre 1903 – Bærum, 15 aprile 1981) è stato un armatore norvegese.

## Biografia
Era il figlio dell'armatore Anton Fredrik Klaveness (1874-1958), e di sua moglie, Therese Gron (1875-1948). Era il fratello dell'armatore Dag Klaveness, cognato di Johan Andresen, nipote di Johan Karsten Rasmussen, cugino di primo grado di Thoralv, Thorvald e Wilhelm Klaveness, pronipote di Henrik e Thorvald Klaveness e cugino di secondo grado di Kristen e Torvald Klaveness Faye.
Sposò in prime nozze Lucy Egeberg (1907-1992) e in seconde nozze Brita Zahle (1912-1974).

## Carriera
Gareggiò nelle gare di equitazione alle Olimpiadi estive 1928 a Amsterdam, dove si è piazzato 32º nel salto agli ostacoli individuale e 11° in quella a squadra. In seguito ha presieduto la Norwegian Jockey Club.
Nel 1923 venne assunto nella compagnia di navigazione di suo padre AF Klaveness & Co. Divenne anche un membro del consiglio nel 1934 e presieduto il consiglio dal 1947. Presiedette il consiglio norvegese di Nordisk Defence Club e Framnæs Mekaniske Værksted. 
Presiedette i consigli di Forsikringsselskapet Vega e Norske Shell, i consigli di vigilanza di Otto Thoresen Shipping Co, Sydvaranger, Andresens Bank e Det Norske Veritas. Klaveness era anche un membro eletto del consiglio comunale di Bærum (1935-1937).